# Dusty Anderson
Ruth Anderson, detta Dusty (Toledo, 17 dicembre 1918 – Marbella, 12 settembre 2007), è stata un'attrice statunitense.

## Filmografia parziale
- Fascino (Cover Girl), regia di Charles Vidor (1944)
- Comando segreto (Secret Command), regia di A. Edward Sutherland (1944) - non accreditata
- Stanotte e ogni notte (Tonight and Every Night), regia di Victor Saville (1945)
- Notti d'oriente (A Thousand and One Nights), regia di Alfred E. Green (1945)
- Il treno dei pazzi (One Way to Love), regia di Ray Enright (1946)
- The Phantom Thief, regia di D. Ross Lederman (1946)
- La sua donna (Under My Skin), regia di Jean Negulesco (1950)
- Take Care of My Little Girl, regia di Jean Negulesco (1951)